# Patinaj viteză pe pistă scurtă la Jocurile Olimpice de iarnă din 2022 – ștafetă 3.000 m (feminin)
Proba de patinaj viteză pe pistă scurtă, ștafetă 3.000 m feminin de la Jocurile Olimpice de iarnă din 2022 de la Beijing, China a avut loc pe 9 și 13 februarie 2022.  la Capital Indoor Stadium

## Program
Orele sunt orele Chinei (ora României + 6 ore).
| Dată         | Ora                     | Rundă             |
| ------------ | ----------------------- | ----------------- |
| 9 februarie  | 20:45-20:59             | Semifinale        |
| 13 februarie | 19:35-19:44 19:44-19:55 | Finala B Finala A |

## Runda eliminatorie

### Semifinale
| Loc | Serie | Țară                       | Sportive                                                                | Timp     | Note |
| --- | ----- | -------------------------- | ----------------------------------------------------------------------- | -------- | ---- |
| 1   | 1     | Olanda                     | Suzanne Schulting Selma Poutsma Xandra Velzeboer Yara van Kerkhof       | 4:04,133 | CFA  |
| 2   | 1     | China                      | Han Yutong Qu Chunyu Fan Kexin Zhang Yuting                             | 4:04,383 | CFA  |
| 3   | 1     | Polonia                    | Nikola Mazur Natalia Maliszewska Kamila Stormowska Patrycja Maliszewska | 4:10,074 | CFB  |
| 4   | 1     | Italia                     | Arianna Fontana Cynthia Mascitto Martina Valcepina Arianna Valcepina    | 4:17,438 | CFB  |
| 1   | 2     | Canada                     | Courtney Sarault Florence Brunelle Kim Boutin Alyson Charles            | 4:05,893 | CFA  |
| 2   | 2     | Coreea de Sud              | Seo Whi-min Choi Min-jeong Kim A-lang Lee Yu-bin                        | 4:05,904 | CFA  |
| 3   | 2     | COR                        | Sofia Prosvirnova Ekaterina Efremenkova Elena Seregina Anna Vostrikova  | 4:06,064 | CFB  |
| 4   | 2     | Statele Unite ale Americii | Kristen Santos Corinne Stoddard Maame Biney Julie Letai                 | 4:06,098 | CFB  |

### Finala B
| Loc | Țară                       | Sportive                                                                | Timp     | Note |
| --- | -------------------------- | ----------------------------------------------------------------------- | -------- | ---- |
| 5   | Italia                     | Arianna Fontana Martina Valcepina Arianna Sighel Arianna Valcepina      | 4:09,688 |      |
| 6   | Polonia                    | Nikola Mazur Natalia Maliszewska Kamila Stormowska Patrycja Maliszewska | 4:10,210 |      |
| 9   | COR                        | Sofia Prosvirnova Ekaterina Efremenkova Elena Seregina Anna Vostrikova  | 9        | PEN  |
| 9   | Statele Unite ale Americii | Kristen Santos Corinne Stoddard Maame Biney Julie Letai                 | 9        | PEN  |

### Finala A
| Loc | Țară          | Sportive                                                          | Timp     | Notes |
| --- | ------------- | ----------------------------------------------------------------- | -------- | ----- |
| 1   | Olanda        | Suzanne Schulting Selma Poutsma Xandra Velzeboer Yara van Kerkhof | 4:03,409 | RO    |
| 2   | Coreea de Sud | Seo Whi-min Choi Min-jeong Kim A-lang Lee Yu-bin                  | 4:03,627 |       |
| 3   | China         | Qu Chunyu Zhang Chutong Fan Kexin Zhang Yuting                    | 4:03,863 |       |
| 4   | Canada        | Courtney Sarault Florence Brunelle Kim Boutin Alyson Charles      | 4:04,329 |       |